# María Pérez Marcano
María Luz Pérez Marcano (1 de abril de 1989) es una deportista puertorriqueña que compite en judo.
Ganó una medalla en el Campeonato Mundial de Judo de 2017 y cinco medallas en el Campeonato Panamericano de Judo entre los años 2014 y 2024. En los Juegos Panamericanos consiguió tres medallas entre los años 2011 y 2023.

## Palmarés internacional
| Campeonato Mundial      | Campeonato Mundial      | Campeonato Mundial | Campeonato Mundial |
| Año                     | Lugar                   | Medalla            | Categoría          |
| ----------------------- | ----------------------- | ------------------ | ------------------ |
| 2017                    | Budapest (Hungría)      | Medalla de plata   | –70 kg             |
| Juegos Panamericanos    |                         |                    |                    |
| Año                     | Lugar                   | Medalla            | Categoría          |
| 2011                    | Guadalajara (México)    | Medalla de bronce  | –70 kg             |
| 2019                    | Lima (Perú)             | Medalla de bronce  | –70 kg             |
| 2023                    | Santiago (Chile)        | Medalla de plata   | –70 kg             |
| Campeonato Panamericano |                         |                    |                    |
| Año                     | Lugar                   | Medalla            | Categoría          |
| 2014                    | Guayaquil (Ecuador)     | Medalla de bronce  | –70 kg             |
| 2016                    | La Habana (Cuba)        | Medalla de bronce  | –70 kg             |
| 2019                    | Lima (Perú)             | Medalla de oro     | –70 kg             |
| 2020                    | Guadalajara (México)    | Medalla de plata   | –70 kg             |
| 2024                    | Río de Janeiro (Brasil) | Medalla de oro     | –70 kg             |